# Mert Öcal
Mert Öcal (* 29. September 1982 in Istanbul) ist ein türkischer Schauspieler und Model.

## Leben und Karriere
Mert Öcal wurde am 29. September 1982 in Istanbul geboren. 2004 nahm er am Wettbewerb Best Model of Turkey teil und gewann den ersten Platz. Zudem vertrat er im selben Jahr die Türkei bei Best Model of the World. Sein Debüt gab er 2005 in der Fernsehserie Asla Unutma. Anschließend war Öcal in der Serie Rüyalarda Buluşuruz zu sehen.
Außerdem bekam er 2007 in Oyun Bitti die Hauptrolle. Unter anderem wurde er 2008 für die Serie Görgüsüzler gecastet. Zwischen 2015 und 2016 spielte Öcal in Aşk Yeniden die Hauptrolle. Von 2019 bis 2020 trat er in der Serie Arka Sokaklar auf. 2020 setzte er seine Karriere in Sen Çal Kapımı fort.

## Filmografie
Filme
- 2011: Rüya Peşinde: Takkeci Baba
- 2013: Mahmut ile Meryem
- 2016: Defne'nin Bir Mevsimi

Serien
- 2005: Asla Unutma
- 2006: Rüyalarda Buluşuruz
- 2007: Oyun Bitti
- 2008: Görgüsüzler
- 2011: Kız Annesi
- 2013: Bizim Okul
- 2015–2016: Aşk Yeniden
- 2017: İsimsizler
- 2019–2020: Arka Sokaklar
- 2020: Sen Çal Kapımı

Sendungen
- 2020: Survivor 2020
- 2022: Survivor 2022: All Star